# Фурнікарі
Фурнікарі (рум. Furnicari) — село у повіті Бакеу в Румунії. Входить до складу комуни Тамаші.
Село розташоване на відстані 240 км на північ від Бухареста, 8 км на південний схід від Бакеу, 84 км на південний захід від Ясс, 144 км на північний захід від Галаца, 143 км на північний схід від Брашова.

## Населення
За даними перепису населення 2002 року у селі проживали 1156 осіб. Рідною мовою 1155 осіб (99,9%) назвали румунську.
Національний склад населення села:
| Національність | Кількість осіб | Відсоток |
| -------------- | -------------- | -------- |
| румуни         | 1144           | 99,0%    |
| цигани         | 11             | 1,0%     |